# Saint-Médard-d'Excideuil
Saint-Médard-d'Excideuil är en kommun i departementet Dordogne i regionen Nouvelle-Aquitaine i sydvästra Frankrike. Kommunen ligger i kantonen Excideuil som tillhör arrondissementet Périgueux. År 2022 hade Saint-Médard-d'Excideuil 545 invånare.

## Befolkningsutveckling
Antalet invånare i kommunen Saint-Médard-d'Excideuil
Referens:INSEE